# 다르코 라조비치
다르코 라조비치(세르비아어: Дарко Лазовић, Darko Lazović, 1990년 9월 15일 ~ )는 세르비아의 축구 선수로 현재 이탈리아 세리에 A의 엘라스 베로나 FC에서 활동 중이다.